# Rellotge elèctric

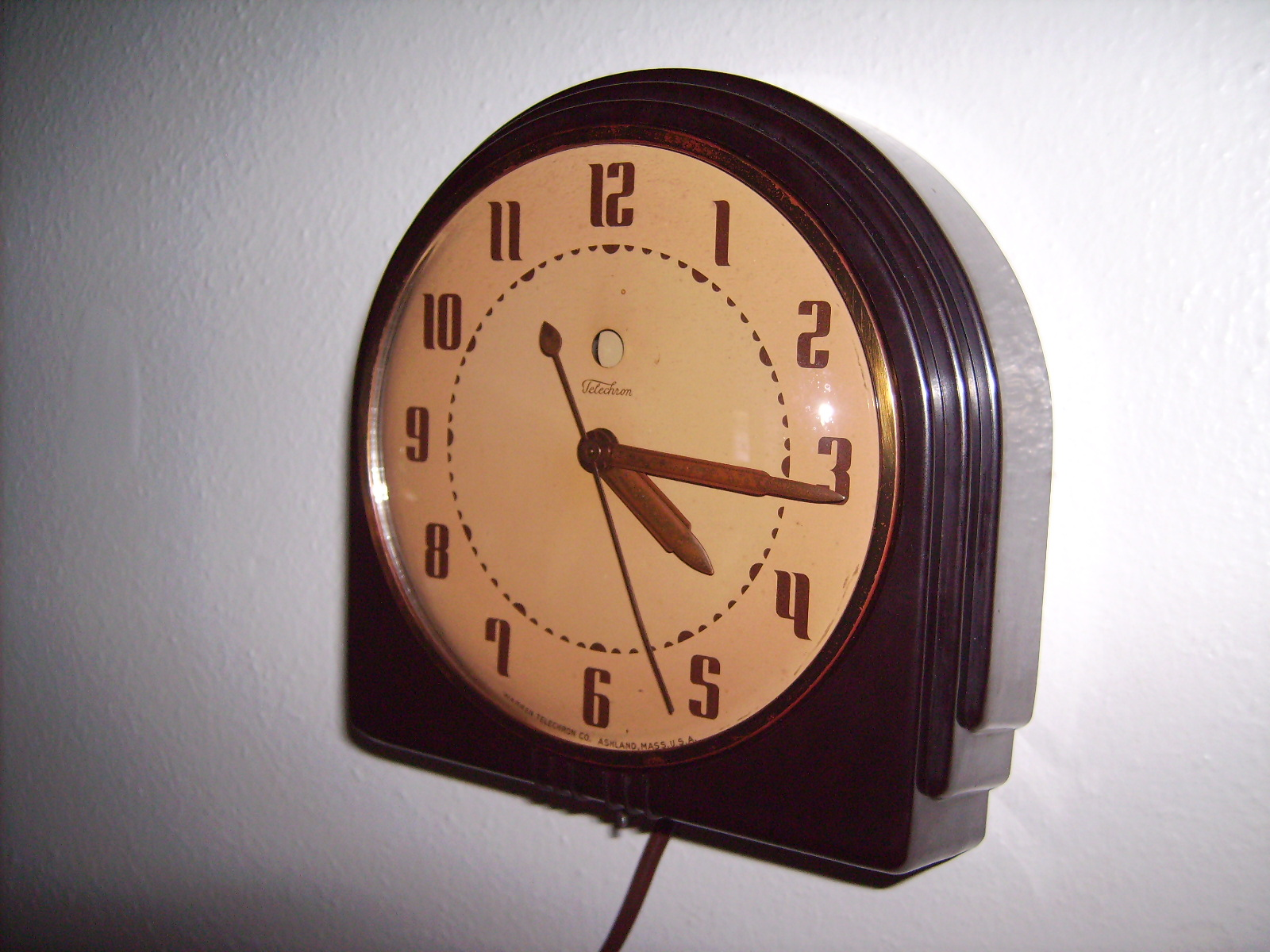
- Rellotge elèctric síncron Telechron fabricat al voltant de 1940. Per a 1940, el rellotge síncron es va convertir en el tipus de rellotge més comú als Estats Units.

Un rellotge elèctric és un rellotge que funciona amb electricitat, a diferència d'un rellotge mecànic que funciona amb un pes penjoll o un ressort motor. El terme s'aplica als rellotges mecànics elèctrics que es feien servir abans que s'introduïssin els rellotges de quars a la dècada de 1980. Els primers rellotges elèctrics experimentals es van construir al voltant de la dècada de 1840, però no es van fabricar àmpliament fins que la xarxa elèctrica va estar disponible a la dècada de 1890. A la dècada de 1930, el rellotge elèctric síncron va reemplaçar els rellotges mecànics com el tipus de rellotge més utilitzat.

## Història

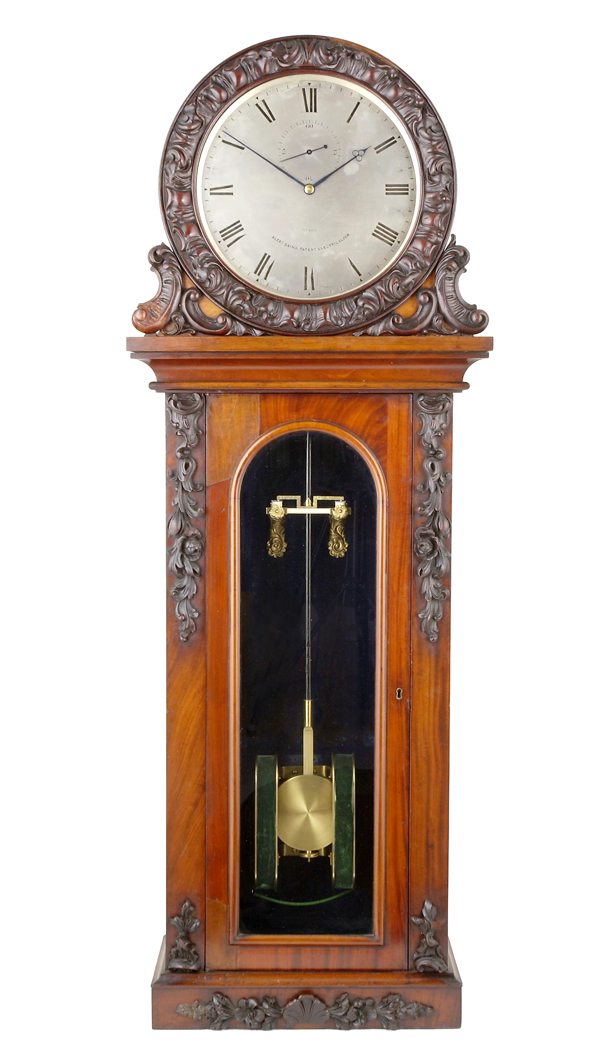
Un dels primers rellotges electromagnètics d'Alexander Bain, de la dècada de 1840.

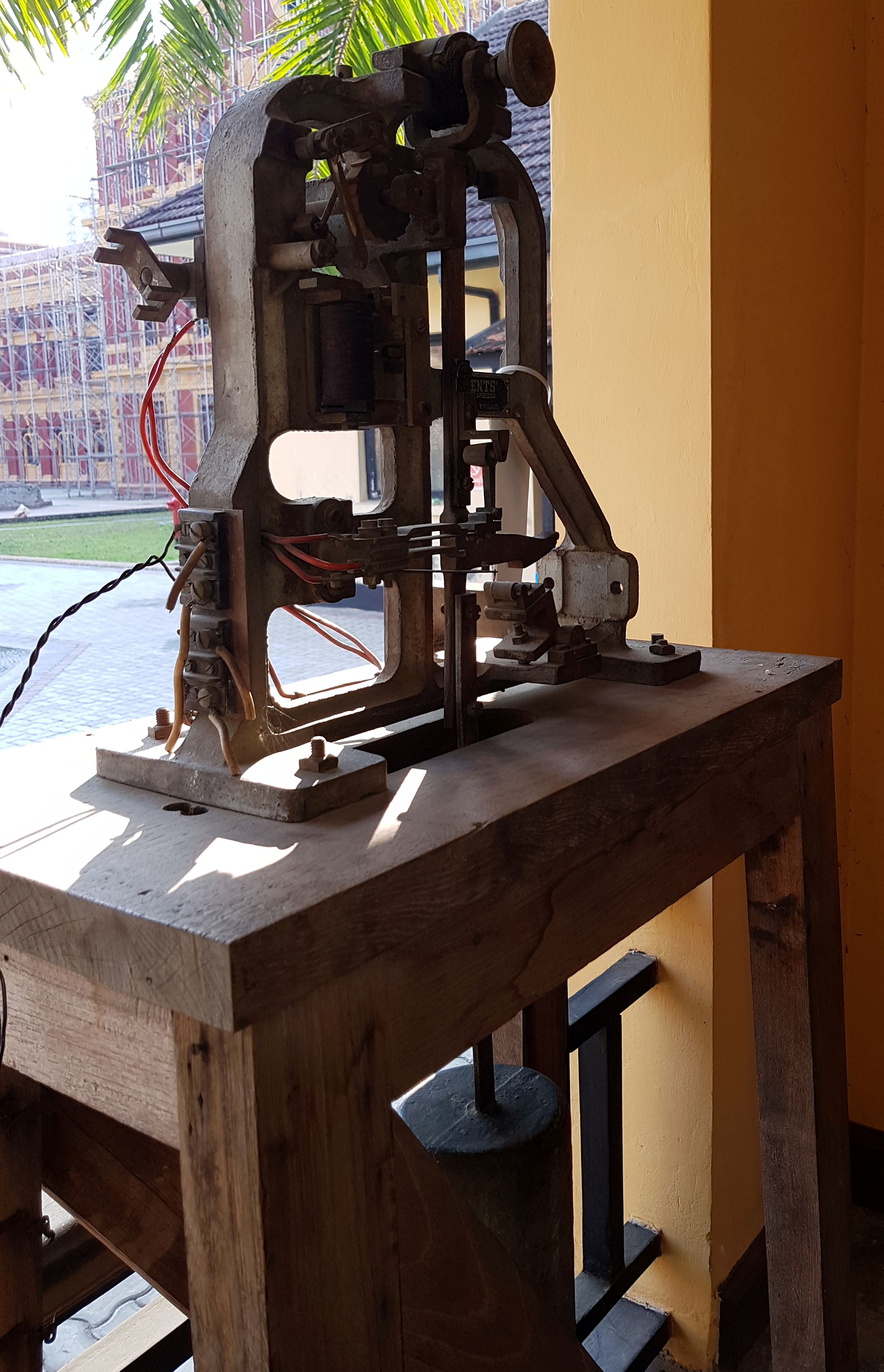
Gents' of Leicester Pulsynetic, C40A, Waiting Train, Turret Clock (1940/50?). Fotografiat a l' Edifici de Ministres (La Secretaria), Yangon.

El 1814, Sir Francis Ronalds de Londres va inventar el primer rellotge elèctric. S'alimentava amb piles seques, una bateria d'alt voltatge amb una vida extremadament llarga però amb el desavantatge que les propietats elèctriques variaven amb el clima. Va provar diversos mitjans per regular l'electricitat i aquests models van demostrar ser fiables en una varietat de condicions meteorològiques.
El 1815, Giuseppe Zamboni de Verona va inventar i va mostrar un altre rellotge electroestàtic que funcionava amb piles seques i un orbe oscil·lant. El seu equip va produir rellotges millorats durant molts anys, que més tard es va denominar com "el moviment més elegant i alhora més simple produït fins ara per la columna elèctrica". El rellotge de Zamboni tenia una agulla vertical sostinguda per un pivot i era tan eficient des del punt de vista energètic que podia funcionar amb una bateria durant més de 50 anys.
El 1840, Alexander Bain, un fabricant escocès de rellotges i instruments, va ser el primer a inventar i patentar un rellotge alimentat per corrent elèctric. La seva palesa de rellotge elèctric original està datada el 10 d'octubre del 1840. L'11 de gener de 1841, Alexander Bain juntament amb John Barwise, un fabricant de cronòmetres, va obtenir una altra important patent que descriu un rellotge en què s'empra un pèndol electromagnètic i un corrent elèctric per mantenir el rellotge en marxa en lloc de ressorts o peses. Les patents posteriors van ampliar les idees originals.
Nombroses persones es van proposar inventar el rellotge elèctric amb dissenys electromecànics i electromagnètics al voltant de l'any 1840, com Wheatstone, Steinheil, Hipp, Breguet i Garnier, tant a Europa com a Amèrica.
A Matthäus Hipp, rellotger nascut a Alemanya, se li atribueix l'establiment de la sèrie de producció, rellotge elèctric comercialitzable en massa. Hipp va obrir un taller a Reutlingen, on va desenvolupar un rellotge elèctric per tenir el Hipp-Toggle, presentat a Berlín en una exposició el 1843. El Hipp-Toggle és un dispositiu acoblat a un pèndol o roda d'equilibri que permet electromecànicament un impuls o impuls ocasional al pèndol o roda a mesura que la seva amplitud d'oscil·lació cau per sota de cert nivell, i és tan eficient que posteriorment es va utilitzar a electricitat. rellotges des de fa més de cent anys. Hipp també va inventar un petit motor i va construir el cronoscopi i el cronògraf registrador per mesurar el temps.
Els primers rellotges elèctrics tenien pèndols prominents perquè era una forma i un disseny familiar. Els rellotges més petits i els rellotges amb balança en espiral es fabriquen amb els mateixos principis que els rellotges de pèndol.
El 1918, Henry Ellis Warren va inventar el primer rellotge elèctric síncron a Ashland, MA, que marcava el temps de les oscil·lacions de la xarxa elèctrica. El 1931, el Synclock va ser el primer rellotge elèctric síncron comercial venut al Regne Unit.

## Rellotge electromecànic

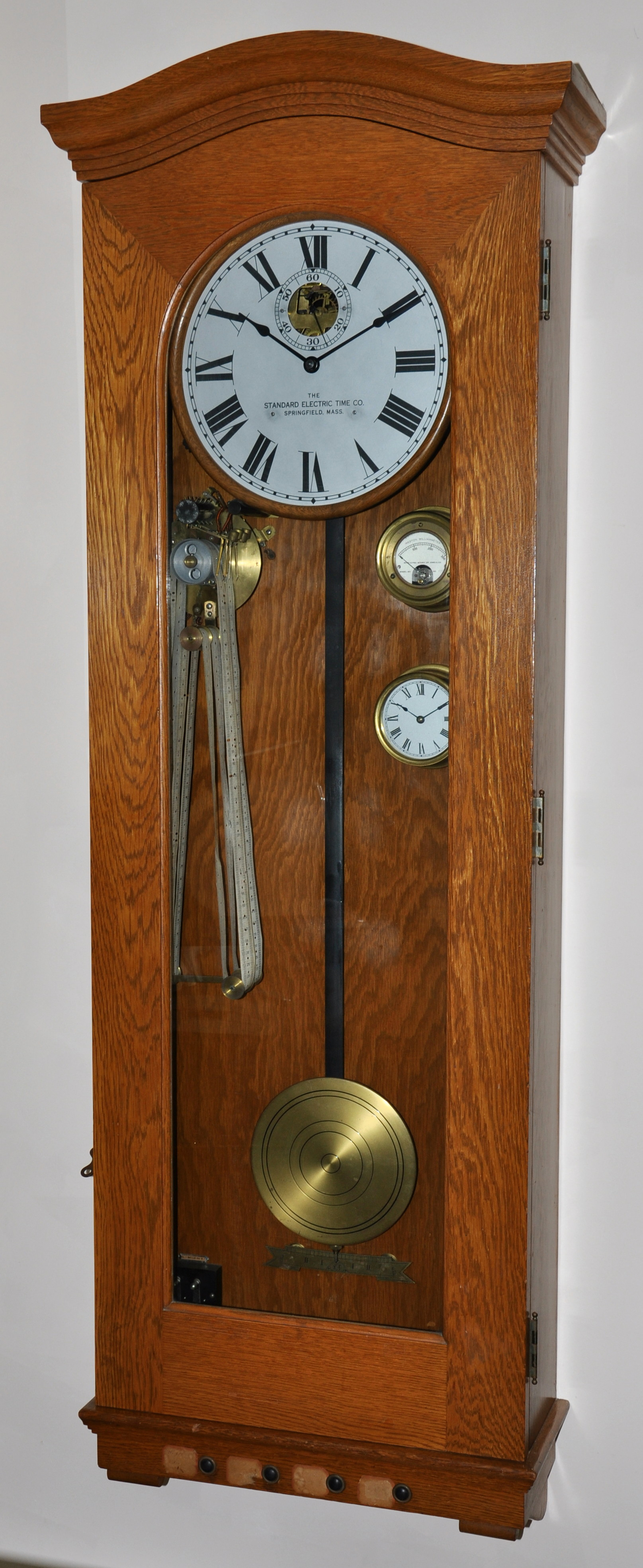
Rellotge mestre del sistema de rellotge escolar sincronitzat. c.1928 El moviment electromecànic dona corda cada minut i impulsa els rellotges esclaus cada minut. Funciona amb 24 volts CC

Un rellotge que utilitza electricitat d'alguna manera per alimentar un mecanisme de rellotge convencional és un rellotge electromecànic. Qualsevol rellotge accionat per ressort o pes que utilitzi electricitat (ja sigui CA o CC) per rebobinar el ressort o elevar les peses d'un rellotge mecànic és un rellotge electromecànic. Als rellotges electromecànics, l'electricitat no compleix cap funció de cronometratge. La funció de cronometratge està regulada pel pèndol. Prop del final del segle XIX, la disponibilitat de la bateria de cel·la seca va fer pràctic l'ús d'energia elèctrica als rellotges. Lús de l'electricitat va donar lloc a moltes variacions de dissenys de rellotges i motors. Els rellotges electromecànics es fabricaven com a rellotges individuals, però s'usaven més comunament com a parts integrals d'instal·lacions de temps sincronitzat. L'experiència en telegrafia va portar a connectar rellotges remots (rellotges esclaus) a través de cables a un rellotge de control (rellotge mestre). L'objectiu era crear un sistema de rellotge on cada rellotge mostrés exactament la mateixa hora. El mestre i els esclaus són rellotges electromecànics. El rellotge mestre té un mecanisme de rellotge automàtic convencional que es rebobina elèctricament. El mecanisme de rellotge esclau no és un mecanisme de rellotge convencional, ja que només consta d'una roda de trinquet i un tren de temps. Els rellotges esclaus depenen dels impulsos elèctrics del rellotge mestre per moure mecànicament les manetes del rellotge una unitat de temps. Els sistemes de temps sincronitzat estan formats per un rellotge mestre i qualsevol nombre de rellotges esclaus. Els rellotges esclaus estan connectats per cables al rellotge mestre. Aquests sistemes es troben en llocs on s'utilitzarien diversos rellotges, com ara institucions d'aprenentatge, empreses, fàbriques, xarxes de transport, bancs, oficines i instal·lacions governamentals. Un exemple notable d'aquest tipus de sistema és el rellotge Shortt-Synchronome, que és un exemple d'un remontoir de gravetat electromecànic. Aquests sistemes de rellotge de corda automàtica solien ser de CC de baix voltatge. Es van instal·lar durant la dècada de 1950 i, aleshores, els sistemes amb rellotges de motor síncrons s'estaven convertint en el sistema de rellotge triat.

## Rellotge electromagnètic

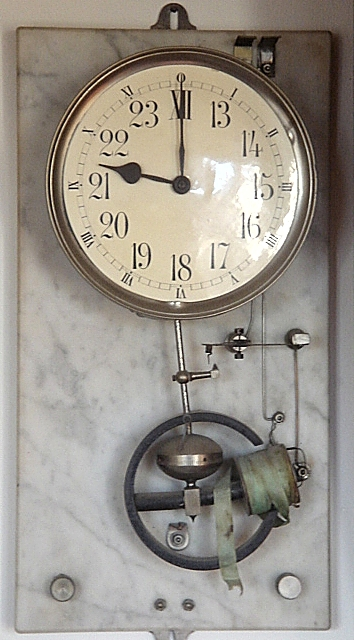
Primer rellotge electromagnètic francès

La configuració d'aquest dispositiu és comparativament molt simple i fiable. El corrent elèctric alimenta un pèndol o un oscil·lador electromecànic.
El component de l'oscil·lador electromecànic té un imant adjunt que passa per dos inductors. Quan l'imant passa pel primer inductor o sensor, l'amplificador simple genera el corrent a través del segon inductor, i el segon inductor funciona com un electroimant, proporcionant un pols d'energia a l'oscil·lador en moviment. Aquest oscil·lador és responsable de la precisió del rellotge. La part electrònica no generaria impulsoselèctrics si l'oscil·lador estigués absent o no es mogués. La freqüència de ressonància de l'oscil·lador mecànic ha de ser diverses vegades per segon.

## Rellotge elèctric síncron

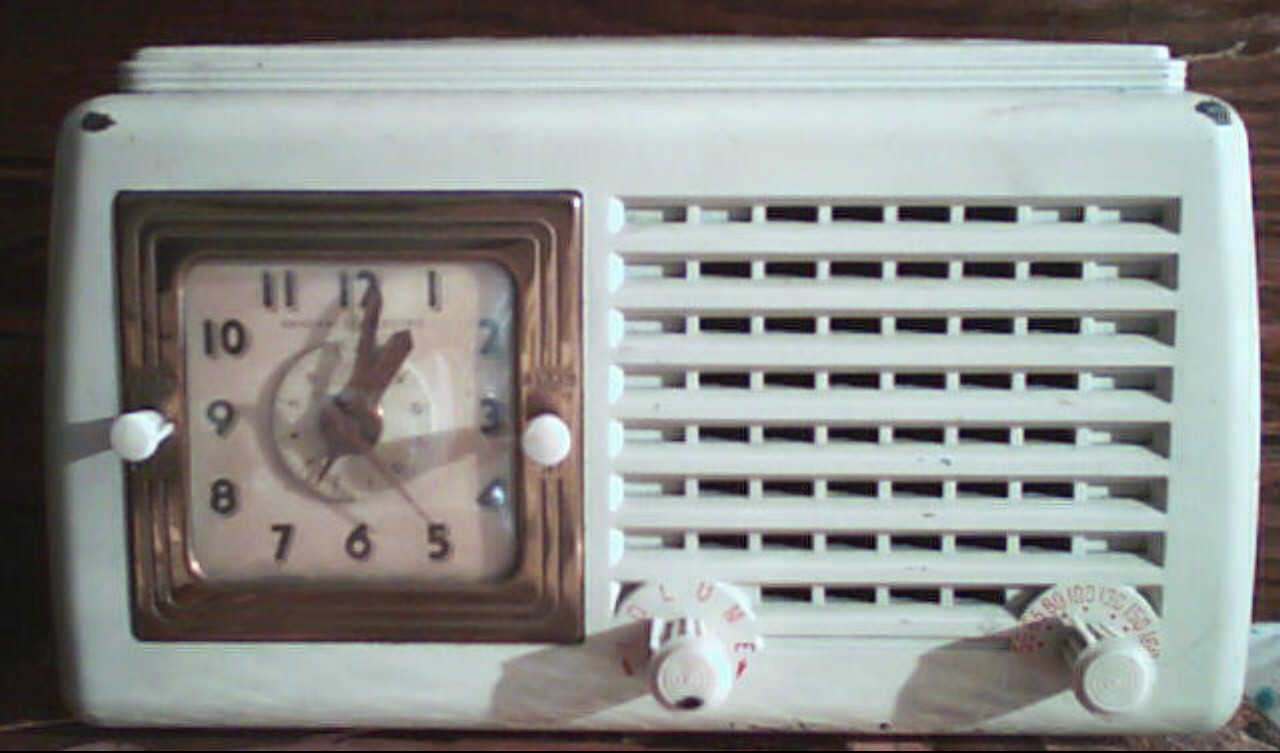
Radiodespertador amb rellotge síncron, anys 50

Un rellotge elèctric síncron no conté un oscil·lador de cronometratge, com un pèndol o una roda dequilibri, sinó que compta les oscil·lacions del corrent de la xarxa elèctrica de CA des del seu endoll de paret per mantenir el temps. Consisteix en un petit motor síncron de CA, que fa girar les manetes del rellotge a través d'un tren d'engranatges reductors. El motor conté electroimants que creen un camp magnètic giratori que fa girar un rotor de ferro. La velocitat de rotació de l'eix del motor està sincronitzada amb la freqüència de la xarxa pública ; 60 cicles per segon (Hz) a Amèrica del Nord i parts d'Amèrica del Sud, 50 cicles per segon a la majoria dels altres països. El tren d'engranatges escala aquesta rotació perquè el minuter giri un cop per hora. Per tant, el rellotge síncron pot considerar-se no tant com un cronometrador sinó com un comptador mecànic, les manetes del qual mostren un compte corrent del nombre de cicles de corrent altern.
Un dels engranatges que fan girar les manetes del rellotge té un eix amb un ajust de fricció lliscant, de manera que les manetes del rellotge es poden girar manualment mitjançant una perilla a la part posterior oa la part inferior, per configurar el rellotge.
Els rellotges de motor síncron són resistents perquè no tenen un pèndol delicat o una roda dequilibri. Tot i això, un tall d'energia temporal aturarà el rellotge, cosa que mostrarà l'hora incorrecta quan es restableixi l'energia. Alguns rellotges síncrons (p. ex. Telechron) tenen un indicador que mostra si s'ha aturat i reiniciat.

### Nombre de pols
Alguns rellotges elèctrics tenen un motor síncron simple de dos pols que funciona a una revolució per cicle de potència, és a dir, 3600 RPM a 60 Hz i 3000 RPM a 50 Hz. No obstant això, la majoria dels rellotges elèctrics tenen rotors amb més pols magnètics (dents), per la qual cosa giren a un submúltiple més petit de la freqüència de línia. Això permet que el tren d'engranatges que gira les mans es construeixi amb menys engranatges, estalviant diners.

### Exactitud
La precisió dels rellotges síncrons depèn de la precisió en què les empreses elèctriques mantinguin la freqüència del seu corrent al valor nominal de 50 o 60 hercis. Tot i que les variacions de la càrrega dels serveis públics provoquen fluctuacions de freqüència que poden donar lloc a errors d'uns quants segons durant el transcurs d'un dia, els serveis públics ajusten periòdicament la freqüència del corrent utilitzant l'hora del rellotge atòmic UTC perquè el nombre total de cicles en un dia proporcioni una freqüència mitjana. aquest és exactament el valor nominal, per la qual cosa els rellotges síncrons no acumulen errors. Per exemple, les empreses de serveis públics europees controlen la freqüència de la xarxa una vegada al dia perquè el nombre total de cicles en 24 hores sigui correcte. Les empreses de serveis públics dels EE. EUA corregeixen la seva freqüència un cop l'error acumulatiu arriba als 3 a 10 segons. Aquesta correcció es coneix com a Correcció d'error de temps (TEC).

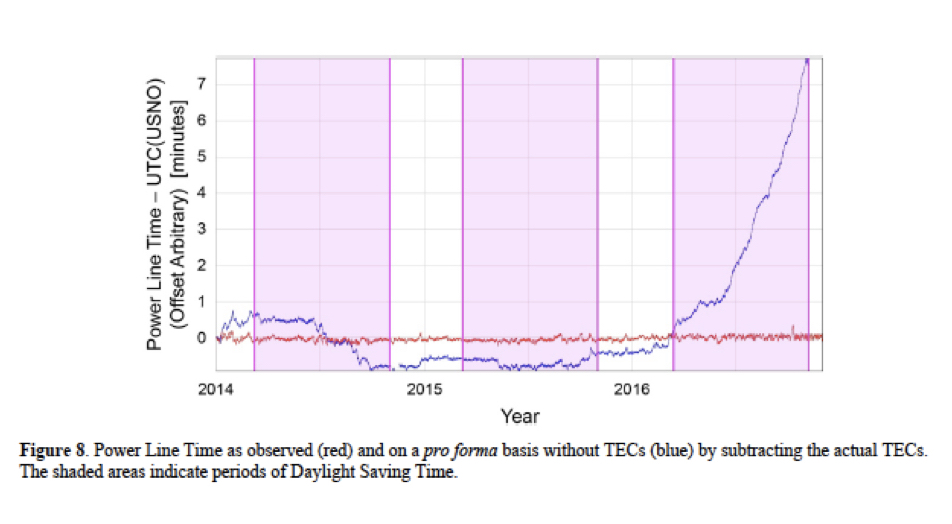
L'error de temps de més de 7 minuts que s'hauria desenvolupat als rellotges elèctrics a gran part d'Amèrica del Nord si no s'haguessin reiniciat després del canvi de març de 2016 a l'horari d'estiu i si no s'haguessin utilitzat els TEC

El 2011, la Corporació de Fiabilitat Elèctrica d'Amèrica del Nord (NERC), una organització industrial basada en el consens, va sol·licitar a la Comissió Reguladora d'Energia Federal (FERC) que eliminés el TEC. Si bé això hauria alliberat les companyies elèctriques de l'amenaça de multes i també hauria proporcionat un augment extremadament modest en l'estabilitat de la freqüència, també es va observar que els rellotges síncrons, que inclouen rellotges de paret, despertadors i altres rellotges que calculen la hora sobre la base de la seva energia elèctrica, acumularia diversos minuts derror entre els reinicis semestrals de lhorari destiu. Aquesta conseqüència es va informar als mitjans de comunicació nord-americans, i es va abandonar la iniciativa. Tot i això, a finals del 2016, NERC va presentar novament una proposta similar a la FERC, que va ser aprovada dos mesos després. Depèn de l'eliminació de l'estàndard WEQ-006, i el NERC també va sol·licitar a la Junta d'Estàndards Energètics d'Amèrica del Nord (NAESB), una organització no governamental orientada als negocis, que elimini aquest estàndard. Si la FERC adopta la petició de NAESB, els TEC ja no es faran servir als Estats Units i Canadà, i és probable que els rellotges cronometrats per ells deambulin sense control fins que es restableixin manualment; no obstant això, a partir del 2021, WEQ-006 encara estava al seu lloc. Els empleats de l'Institut Nacional d'Estàndards i Tecnologia i l'Observatori Naval dels Estats Units van assenyalar en un document tècnic que, si els TEC no s'haguessin inserit el 2016, els rellotges cronometrats elèctricament haurien perdut més de set minuts a gran part dels Estats. Units. i Canadà, com es mostra a la Figura 8 del seu article.

### Rellotges d'arrencada per gir
Els primers rellotges síncrons de la dècada de 1930 no s'arrencaven sols i s'havien d'encendre girant una perilla d'arrencada a la part posterior. Una falla en el disseny d'aquests rellotges d'arrencada giratòria era que el motor podia arrencar en qualsevol direcció, per la qual cosa si la perilla d'arrencada es girava en la direcció incorrecta, el rellotge funcionava enrere, les manetes giraven en sentit contrari a les agulles del rellotge. Els rellotges posteriors d'arrencada manual tenien trinquets o altres enllaços que impedien l'arrencada cap enrere. La invenció del motor de pols ombrejats va permetre fabricar rellotges d'arrencada automàtica, però com que el rellotge es reiniciava després d'una interrupció del subministrament elèctric, no s'indicava la pèrdua de temps.